# Politisk opposition
Med politisk opposition avses regeringens parlamentariska motståndare.
Oppositionens roll i en demokrati är att granska och kritisera regeringen samt att formulera, och erbjuda medborgarna, politiska alternativ.
En legitim opposition är en grundläggande förutsättning för en fungerande demokrati. Om partier i regeringsställning försöker avlegitimisera oppositionen, istället för att bemöta oppositionens kritik i sak, kan det göra stor skada.
För en välfungerande demokrati ska politiska partier tillhörande oppositionen kunna organisera sig på samma villkor som regeringspartier.

## I Sverige
Under vissa perioder, då delar av oppositionen på ett eller annat sätt har anslutit sig till regeringen, har Sverige varit utan egentlig politisk opposition.
Under Andra världskriget bildade Per Albin Hansson samlingsregeringen Hansson III, vilken styrde Sverige under kriget. I den ingick, utöver Socialdemokraterna, även Bondeförbundet (Centerpartiet), Folkpartiet (Liberalerna) och Högern (Moderaterna). Den stora uppslutningen ledde till att Sverige var utan egenlig politisk opposition.:19 Utan politisk opposition kunde regeringen, under hela tiden som kriget pågick, utöka sina egna maktbefogenheter:19 vilket skedde på bekostnad av demokratin och folkets frihet.:97
Efter riksdagsvalet 2014 bildade Socialdemokraterna och Miljöpartiet regering. Moderaterna, Centerpartiet, Liberalerna, Kristdemokraterna, Vänsterpartiet och Sverigedemokraterna var oppositionspartier i Sveriges riksdag. Efter Regeringskrisen i Sverige 2014 upprättades Decemberöverenskommelsen (mellan S, MP, M, C, L och KD), vilken kom att kritiseras av statsvetaren Tommy Möller för att strida mot den parlamentariska grundprincipen att regeringen måste ha riksdagens stöd. Att oppositionen debatterade i ett skarpt tonläge mot regeringen trots att man inte var beredd att stoppa den ekonomiska politiken kallade han för att "spela politisk luftgitarr". Trots att Decemberöverenskommelsen formellt upplöstes nio månader senare så fortsatte den ändå att gälla i praktiken.